# Popis vrsta roda Calamus
Popis vrsta roda Calamus
1. Calamus acamptostachys (Becc.) W.J.Baker
2. Calamus acanthochlamys J.Dransf.
3. Calamus acanthophyllus Becc.
4. Calamus acanthospathus Griff.
5. Calamus acaulis A.J.Hend., N.K.Ban & N.Q.Dung
6. Calamus adspersus Blume
7. Calamus aidae Fernando
8. Calamus albidus L.X.Guo & A.J.Hend.
9. Calamus altiscandens Burret
10. Calamus andamanicus Kurz
11. Calamus anomalus Burret
12. Calamus applanatus (A.J.Hend. & N.Q.Dung) A.J.Hend.
13. Calamus arborescens Griff.
14. Calamus aruensis Becc.
15. Calamus arugda Becc.
16. Calamus ashtonii J.Dransf.
17. Calamus asperrimus Blume
18. Calamus asteracanthus (Becc.) W.J.Baker
19. Calamus ater (J.Dransf.) W.J.Baker
20. Calamus australis Mart.
21. Calamus axillaris Becc.
22. Calamus bacularis Becc.
23. Calamus badius J.Dransf. & W.J.Baker
24. Calamus baiyerensis W.J.Baker & J.Dransf.
25. Calamus balerensis Fernando
26. Calamus balingensis Furtado
27. Calamus banggiensis (J.Dransf.) W.J.Baker
28. Calamus bankae W.J.Baker & J.Dransf.
29. Calamus baratangensis Renuka & Vijayak.
30. Calamus barbatus Zipp. ex Blume
31. Calamus barfodii W.J.Baker & J.Dransf.
32. Calamus barisanensis A.J.Hend.
33. Calamus batanensis (Becc.) Baja-Lapis
34. Calamus beccarii A.J.Hend.
35. Calamus bicolor Becc.
36. Calamus billitonensis Becc. ex K.Heyne
37. Calamus bimanifer T.Evans, Sengdala, Viengkham, Thamm. & J.Dransf.
38. Calamus boniensis Becc. ex K.Heyne
39. Calamus bousigonii Pierre ex Becc.
40. Calamus brandisii Becc.
41. Calamus brevicaulis (A.J.Hend. & N.Q.Dung) W.J.Baker
42. Calamus brevissimus A.J.Hend.
43. Calamus brunneus A.J.Hend., Pitopang & Moh.Iqbal
44. Calamus bulubabi W.J.Baker & J.Dransf.
45. Calamus burckianus Becc.
46. Calamus burkillianus Becc. ex Ridl.
47. Calamus caesius Blume
48. Calamus calapparius Mart.
49. Calamus calciphilus A.J.Hend.
50. Calamus calicarpus Griff.
51. Calamus calospathus (Ridl.) W.J.Baker & J.Dransf.
52. Calamus capillosus W.J.Baker & J.Dransf.
53. Calamus carsicola Adorador & Fernando
54. Calamus caryotoides A.Cunn. ex Mart.
55. Calamus castaneus Griff.
56. Calamus caurinus A.J.Hend. & Rustiami
57. Calamus centralis A.J.Hend., N.K.Ban & N.Q.Dung
58. Calamus ceratophorus Conrard
59. Calamus cheirophyllus J.Dransf. & W.J.Baker
60. Calamus ciliaris Blume
61. Calamus cinereus A.J.Hend. & N.Q.Dung
62. Calamus clivorum A.J.Hend. & N.Q.Dung
63. Calamus cockburnii J.Dransf.
64. Calamus compsostachys Burret
65. Calamus comptus J.Dransf.
66. Calamus concinnus Mart.
67. Calamus concolor (Blume) W.J.Baker
68. Calamus confusus (Furtado) W.J.Baker
69. Calamus conirostris Becc.
70. Calamus conjugatus Furtado
71. Calamus conspectus W.J.Baker
72. Calamus convallium J.Dransf.
73. Calamus crassifolius J.Dransf.
74. Calamus crinitus (Blume) Miq.
75. Calamus cristatus (Becc.) W.J.Baker
76. Calamus croftii J.Dransf. & W.J.Baker
77. Calamus cumingianus Becc.
78. Calamus cuthbertsonii Becc.
79. Calamus dasyacanthus W.J.Baker, Bayton, J.Dransf. & Maturb.
80. Calamus deerratus G.Mann & H.Wendl.
81. Calamus delicatulus Thwaites
82. Calamus densifloropsis A.J.Hend.
83. Calamus densiflorus Becc.
84. Calamus depauperatus Ridl.
85. Calamus dianbaiensis C.F.Wei
86. Calamus didymocarpus Warb. ex Becc.
87. Calamus diepenhorstii Miq.
88. Calamus digitatus Becc.
89. Calamus dilaceratus Becc.
90. Calamus dioicus Lour.
91. Calamus discolor Mart.
92. Calamus disjunctus A.J.Hend.
93. Calamus distentus Burret
94. Calamus divaricatus Becc.
95. Calamus divergens A.J.Hend., Pitopang & Moh.Iqbal
96. Calamus dongnaiensis Pierre ex Becc.
97. Calamus dracunculus (Ridl.) W.J.Baker
98. Calamus dumetosus (J.Dransf.) A.J.Hend. & Floda
99. Calamus egregius Burret
100. Calamus elegans Becc. ex Ridl.
101. Calamus erectus Roxb.
102. Calamus erinaceus (Becc.) Becc.
103. Calamus erioacanthus Becc.
104. Calamus erythrocarpus W.J.Baker & J.Dransf.
105. Calamus essigii W.J.Baker
106. Calamus eugenei W.J.Baker
107. Calamus evansii A.J.Hend.
108. Calamus exiguus A.J.Hend.
109. Calamus exilis Griff.
110. Calamus fertilis Becc.
111. Calamus filipendulus Becc.
112. Calamus filispadix Becc.
113. Calamus fissilis A.J.Hend., N.K.Ban & N.Q.Dung
114. Calamus flabellatus Becc.
115. Calamus flagellum Griff. ex Walp.
116. Calamus floribundus Griff.
117. Calamus formicarius (Becc.) W.J.Baker
118. Calamus formosanus Becc.
119. Calamus furvus A.J.Hend.
120. Calamus gaharuensis A.J.Hend.
121. Calamus gajoensis A.J.Hend. & Rustiami
122. Calamus gamblei Becc.
123. Calamus geniculatus Griff.
124. Calamus gibbsianus Becc.
125. Calamus glaucescens (Blume) D.Dietr.
126. Calamus godefroyi Becc.
127. Calamus gonospermus Becc.
128. Calamus goramensis A.J.Hend.
129. Calamus gracilipes Miq.
130. Calamus gracilis Roxb.
131. Calamus griseus J.Dransf.
132. Calamus guruba Buch.-Ham. ex Mart.
133. Calamus hallierianus (Becc. ex K.Heyne) W.J.Baker
134. Calamus harmandii Pierre ex Becc.
135. Calamus heatubunii W.J.Baker & J.Dransf.
136. Calamus helferianus Kurz
137. Calamus henryanus Becc.
138. Calamus heteracanthopsis A.J.Hend.
139. Calamus heteracanthus Zipp. ex Blume
140. Calamus heteroideus Blume
141. Calamus hirsutus (Blume) Miq.
142. Calamus holttumii Furtado
143. Calamus hookerianus Becc.
144. Calamus horrens Blume
145. Calamus hosensis A.J.Hend.
146. Calamus hukaungensis A.J.Hend.
147. Calamus impressus A.J.Hend., Pitopang & Moh.Iqbal
148. Calamus inermis T.Anderson
149. Calamus ingens (J.Dransf.) W.J.Baker
150. Calamus inops Becc. ex K.Heyne
151. Calamus insignis Griff.
152. Calamus insolitus A.J.Hend.
153. Calamus insularis A.J.Hend.
154. Calamus interruptus Becc.
155. Calamus jacobsii W.J.Baker & J.Dransf.
156. Calamus javensis Blume
157. Calamus johanis A.J.Hend.
158. Calamus johndransfieldii W.J.Baker
159. Calamus johnsii W.J.Baker & J.Dransf.
160. Calamus kampucheaensis A.J.Hend. & Hourt
161. Calamus kandariensis Becc.
162. Calamus karuensis Ridl.
163. Calamus katikii W.J.Baker & J.Dransf.
164. Calamus kebariensis Maturb., J.Dransf. & W.J.Baker
165. Calamus kinabaluensis A.J.Hend.
166. Calamus kingianus Becc.
167. Calamus kjellbergii Furtado
168. Calamus klossii Ridl.
169. Calamus kontumensis A.J.Hend., N.K.Ban & N.Q.Dung
170. Calamus koordersianus Becc.
171. Calamus kostermansii W.J.Baker & J.Dransf.
172. Calamus kubahensis A.J.Hend.
173. Calamus kunstleri (Becc.) W.J.Baker
174. Calamus lakshmanae Renuka
175. Calamus lambirensis J.Dransf.
176. Calamus lamprolepis (Becc.) W.J.Baker
177. Calamus laoensis T.Evans, Sengdala, Viengkham, Thamm. & J.Dransf.
178. Calamus lateralis A.J.Hend., N.K.Ban & N.Q.Dung
179. Calamus latifolius Roxb.
180. Calamus latus A.J.Hend.
181. Calamus lauterbachii Becc.
182. Calamus laxissimus Ridl.
183. Calamus leiocaulis Becc. ex K.Heyne
184. Calamus leloi J.Dransf.
185. Calamus lengguanii A.J.Hend.
186. Calamus leptopus Griff.
187. Calamus leptospadix Griff.
188. Calamus leptostachys Becc. ex K.Heyne
189. Calamus lobatus A.J.Hend., Pitopang & Moh.Iqbal
190. Calamus lobbianus Becc.
191. Calamus loherianus (Becc.) W.J.Baker
192. Calamus longibracteatus W.J.Baker
193. Calamus longipes Griff.
194. Calamus longipinna K.Schum. & Lauterb.
195. Calamus longisetus Griff.
196. Calamus longispatha Ridl.
197. Calamus longiusculus A.J.Hend.
198. Calamus lucysmithiae W.J.Baker & J.Dransf.
199. Calamus macrochlamys Becc.
200. Calamus macropterus Miq.
201. Calamus macrorhynchus Burret
202. Calamus macrosphaerion Becc.
203. Calamus maculatus (J.Dransf.) W.J.Baker
204. Calamus mahanandensis S.Mondal, S.K.Basu & M.Chowdhury
205. Calamus maiadum J.Dransf.
206. Calamus malawaliensis J.Dransf.
207. Calamus manan Miq.
208. Calamus manglaensis A.J.Hend. & N.Q.Dung
209. Calamus manillensis (Mart.) H.Wendl.
210. Calamus marginatus (Blume) Mart. ex Walp.
211. Calamus maturbongsii W.J.Baker & J.Dransf.
212. Calamus megaphyllus Becc.
213. Calamus meghalayensis A.J.Hend.
214. Calamus melanacanthos Mart.
215. Calamus melanochaetes (Blume) Miq.
216. Calamus melanochrous Burret
217. Calamus melanoloma Mart.
218. Calamus melanorhynchus Becc.
219. Calamus metzianus Schltdl.
220. Calamus micracanthus Griff.
221. Calamus micranthus Blume
222. Calamus microsphaerion Becc.
223. Calamus minahassae Warb. ex Becc.
224. Calamus minor A.J.Hend.
225. Calamus minutus J.Dransf.
226. Calamus mirabilis Mart.
227. Calamus mitis Becc.
228. Calamus modestus T.Evans & T.P.Anh
229. Calamus mogeae J.Dransf.
230. Calamus mollispinus (J.Dransf.) W.J.Baker
231. Calamus moorei (J.Dransf.) W.J.Baker
232. Calamus moorhousei Furtado
233. Calamus moseleyanus Becc.
234. Calamus moszkowskianus Becc.
235. Calamus moti F.M.Bailey
236. Calamus muelleri H.Wendl.
237. Calamus multispicatus Burret
238. Calamus muricatus Becc.
239. Calamus myriacanthus Becc.
240. Calamus myrianthus Becc.
241. Calamus nagbettai R.R.Fernandez & Dey
242. Calamus nanduensis W.J.Baker & J.Dransf.
243. Calamus nannostachys Burret
244. Calamus nanodendron J.Dransf.
245. Calamus nematospadix Becc.
246. Calamus nicobaricus Becc.
247. Calamus nielsenii J.Dransf.
248. Calamus nitidus Mart.
249. Calamus notabilis A.J.Hend.
250. Calamus novae-georgii W.J.Baker & J.Dransf.
251. Calamus nudus W.J.Baker & S.Venter
252. Calamus nuichuaensis A.J.Hend., N.K.Ban & N.Q.Dung
253. Calamus nuralievii A.J.Hend. & N.Q.Dung
254. Calamus obiensis A.J.Hend.
255. Calamus oblatus (J.Dransf.) W.J.Baker
256. Calamus oblongus Reinw. ex Blume
257. Calamus occidentalis Witono & J.Dransf.
258. Calamus ochrolepis (Becc.) W.J.Baker
259. Calamus ocreatus (A.J.Hend. & N.Q.Dung) W.J.Baker
260. Calamus oligostachys T.Evans, Sengdala, Viengkham, Thamm. & J.Dransf.
261. Calamus optimus Becc.
262. Calamus oresbius W.J.Baker & J.Dransf.
263. Calamus ornatus Blume
264. Calamus ovoideus Thwaites ex Trimen
265. Calamus oxleyanus Teijsm. & Binn. ex Miq.
266. Calamus oxleyoides A.J.Hend.
267. Calamus oxycarpus Becc.
268. Calamus oxycoccus W.J.Baker
269. Calamus pachypus W.J.Baker, Bayton, J.Dransf. & Maturb.
270. Calamus pachystemonus Thwaites
271. Calamus padangensis Furtado
272. Calamus pahangensis A.J.Hend.
273. Calamus pandanosmus Furtado
274. Calamus papuanus Becc.
275. Calamus parutan Fernando
276. Calamus parvulus A.J.Hend. & N.Q.Dung
277. Calamus paspalanthus Becc.
278. Calamus paulii J.Dransf.
279. Calamus pedicellaris (Becc.) W.J.Baker
280. Calamus pedicellatus Becc. ex K.Heyne
281. Calamus penicillatus Roxb.
282. Calamus perakensis Becc.
283. Calamus peregrinus Furtado
284. Calamus periacanthus (Miq.) Miq.
285. Calamus pertenuis A.J.Hend. & Rustiami
286. Calamus pholidostachys J.Dransf. & W.J.Baker
287. Calamus pilosellus Becc.
288. Calamus pilosissimus Becc.
289. Calamus pintaudii W.J.Baker & J.Dransf.
290. Calamus platyspathus Mart. ex Kunth
291. Calamus plicatus Blume
292. Calamus poensis Becc.
293. Calamus pogonacanthus Becc. ex H.J.P.Winkl.
294. Calamus pogonotium W.J.Baker
295. Calamus poilanei Conrard
296. Calamus politus (Fernando) W.J.Baker
297. Calamus polycladus Burret
298. Calamus posoanus Rustiami
299. Calamus powlingii A.J.Hend.
300. Calamus praetermissus J.Dransf.
301. Calamus propinquus (Becc.) A.J.Hend.
302. Calamus pseudoconcolor (J.Dransf.) W.J.Baker
303. Calamus pseudoerectus Sujit Mondal, S.K.Basu & M.Chowdhury
304. Calamus pseudomollis Becc.
305. Calamus pseudotenuis Becc.
306. Calamus pseudozebrinus Burret
307. Calamus psilocladus J.Dransf.
308. Calamus pycnocarpus (Furtado) J.Dransf.
309. Calamus pygmaeus Becc.
310. Calamus quangngaiensis A.J.Hend. & N.Q.Dung
311. Calamus radiatus Thwaites
312. Calamus radicalis H.Wendl. & Drude
313. Calamus radulosus Becc.
314. Calamus reinwardtii Mart.
315. Calamus reticulatus Burret
316. Calamus retroflexus J.Dransf. & W.J.Baker
317. Calamus rhabdocladus Burret
318. Calamus rheedei Griff.
319. Calamus rhomboideus Blume
320. Calamus rhytidomus Becc.
321. Calamus ridleyanus Becc.
322. Calamus robinsonianus Becc.
323. Calamus rotang L.
324. Calamus ruber Reinw. ex Mart.
325. Calamus rudentum Lour.
326. Calamus rugosus Becc.
327. Calamus rumphii Blume
328. Calamus ruptilis (Becc.) W.J.Baker
329. Calamus ruptiloides A.J.Hend.
330. Calamus ruvidus Becc.
331. Calamus sabalensis J.Dransf.
332. Calamus salicifolius Becc.
333. Calamus saltuensis A.J.Hend.
334. Calamus samian Becc.
335. Calamus sandsii Rustiami
336. Calamus sarawakensis Becc.
337. Calamus sashae J.Dransf. & W.J.Baker
338. Calamus scabridulus Becc.
339. Calamus scabrispathus Becc.
340. Calamus scapigerus (Becc.) W.J.Baker
341. Calamus schistoacanthus Blume
342. Calamus schlechteri (Burret) W.J.Baker
343. Calamus schlechterianus Becc.
344. Calamus scipionum Lour.
345. Calamus scleracanthus Becc. ex K.Heyne
346. Calamus sedens J.Dransf.
347. Calamus senalingensis J.Dransf.
348. Calamus septimus A.J.Hend. & Rustiami
349. Calamus seriatus A.J.Hend. & N.Q.Dung
350. Calamus seropakensis A.J.Hend.
351. Calamus serpentinus (J.Dransf.) W.J.Baker
352. Calamus serrulatus Becc.
353. Calamus sessiliflorus A.J.Hend. & Rustiami
354. Calamus simplex Becc.
355. Calamus siphonospathus Mart. ex Walp.
356. Calamus smitinandii (J.Dransf.) A.J.Hend.
357. Calamus sordidus J.Dransf.
358. Calamus spanostachys W.J.Baker & J.Dransf.
359. Calamus sparsiflorus (Becc.) W.J.Baker
360. Calamus spectatissimus Furtado
361. Calamus spiculifer J.Dransf. & W.J.Baker
362. Calamus spinosus A.J.Hend., Pitopang & Moh.Iqbal
363. Calamus spinulinervis Becc.
364. Calamus spiralis A.J.Hend., N.K.Ban & N.Q.Dung
365. Calamus suaveolens W.J.Baker & J.Dransf.
366. Calamus subangulatus Miq.
367. Calamus subsolanus A.J.Hend. & Rustiami
368. Calamus sulawesiensis A.J.Hend.
369. Calamus sumatranus (Becc.) A.J.Hend.
370. Calamus superciliatus W.J.Baker & J.Dransf.
371. Calamus susukensis A.J.Hend. & Rustiami
372. Calamus symphysipus Mart. ex Walp.
373. Calamus tadulakoensis A.J.Hend., Moh.Iqbal, Rusydi & Pitopang
374. Calamus tambingensis A.J.Hend., Pitopang & Moh.Iqbal
375. Calamus tapanensis A.J.Hend.
376. Calamus temii T.Evans
377. Calamus tenompokensis Furtado
378. Calamus tenuis Roxb.
379. Calamus tetradactyloides Burret
380. Calamus tetradactylus Hance
381. Calamus thwaitesii Becc.
382. Calamus thysanolepis Hance
383. Calamus timorensis Becc.
384. Calamus trachycoleus Becc.
385. Calamus trigynus A.J.Hend., Pitopang & Moh.Iqbal
386. Calamus tumidus Furtado
387. Calamus unifarius H.Wendl.
388. Calamus unijugus (J.Dransf.) W.J.Baker
389. Calamus ursinus (Becc.) W.J.Baker
390. Calamus usitatus Blanco
391. Calamus validus W.J.Baker
392. Calamus vattayila Renuka
393. Calamus velutinus A.J.Hend. & N.Q.Dung
394. Calamus verticillaris Griff.
395. Calamus vestitus Becc.
396. Calamus vidalianus Becc.
397. Calamus viminalis Willd.
398. Calamus vinaceus A.J.Hend., Pitopang & Moh.Iqbal
399. Calamus vinosus Becc.
400. Calamus viridis A.J.Hend., Pitopang & Moh.Iqbal
401. Calamus vitiensis Warb. ex Becc.
402. Calamus walkeri Hance
403. Calamus wanggaii W.J.Baker & J.Dransf.
404. Calamus warayanus Adorador & Fernando
405. Calamus warburgii K.Schum.
406. Calamus wedaensis A.J.Hend.
407. Calamus whitmorei J.Dransf.
408. Calamus wightii Griff.
409. Calamus womersleyi J.Dransf. & W.J.Baker
410. Calamus wuliangshanensis San Y.Chen, K.L.Wang & S.J.Pei
411. Calamus yentuensis A.J.Hend. & N.Q.Dung
412. Calamus zebrinus Becc.
413. Calamus zeylanicus Becc.
414. Calamus zieckii Fernando
415. Calamus zollingeri Becc.
416. Calamus zonatus Becc.